# Tom Fleming (athlétisme)
Pour les articles homonymes, voir Tom Fleming et Fleming.
Tom Fleming, né le 23 juillet 1951 à Bloomfield (New Jersey) et mort le 19 avril 2017 à Verona (New Jersey),, est un coureur de fond américain qui a remporté le marathon de New York en 1973 et 1975.
Il a également été deux fois finaliste du marathon de Boston en 1973 et 1974 et a terminé six fois dans le top dix du Boston Athletic Association (BAA).

## Biographie

### Débuts
Originaire de Bloomfield dans le New Jersey, Tom Fleming découvre la compétition lors de sa dernière année de lycée. En neuf mois d'entraînement, il descend à 4 min 26 s au mile (1,609 km) et à 9 min 24 s pour les 2 miles. Il continue à s'entraîner dur et a une carrière remarquable en athlétisme d'université en tant que 4 fois « cent pour cent américain » au National Collegiate Athletic Association, tout en obtenant deux diplômes dans l'enseignement spécialisé et l'enseignement élémentaire à l'université de William Paterson (il note qu'il est tout aussi fier de ses diplômes que de ses réalisations athlétiques).

### Carrière
Tom Fleming remporte deux fois le marathon de New York et est deux fois finaliste du marathon de Boston. Il remporte également les marathons de Cleveland (en), Toronto, Los Angeles, trois fois celui de la Côte du New Jersey (ancêtre du Marathon du New Jersey (en)) et du marathon de Washington dans les années 1970. Son meilleur temps est de 2 h 12 min 5 s lors du marathon de Boston en 1975,. Il devient célèbre en courant 180 à 240 km par semaine en guise d'entraînement pour les courses sur route. Il reçoit la Médaille de la paix des Nations unies en 1977. En mai 2013, Tom Fleming est intronisé au Temple de la renommée du Club des coureurs sur route des États-Unis (en). En juillet 2014, il est intronisé au Temple national de la renommée de la course de distance à Utica (État de New York).
Résident de longue date de Bloomfield, New Jersey, il ouvre un magasin de chaussures de course de 1978 à 1999, le Tom Fleming Running Room. Tom Fleming est enseignant et entraîneur en chef des équipes d'athlétisme en intérieur et extérieur à l'université de cross-country, l'Académie de Montclair Kimberley (en).
Pendant douze ans, il est le directeur de course pour le 5 miles (8,050 km) sur route - Sunset Classic - dans sa ville natale de Bloomfield. Cette course recueille des fonds pour les enfants ayant des besoins spéciaux dans les écoles publiques de Bloomfield (en).
Tom Fleming est cité comme ayant dit : « Quelque part, quelqu'un dans le monde s'entraîne pendant que vous non. Lorsque vous faites la course avec lui, lui va gagner ».

## Palmarès
| Année | Compétition             | Place | Temps           |
| ----- | ----------------------- | ----- | --------------- |
| 1973  | Marathon de Boston      | 2e    | 2 h 17 min 46 s |
| 1973  | Marathon de New York    | 1er   | 2 h 21 min 54 s |
| 1974  | Marathon de Boston      | 2e    | 2 h 14 min 26 s |
| 1975  | Marathon de Boston      | 3e    | 2 h 12 min 5 s  |
| 1975  | Marathon de New York    | 1er   | 2 h 19 min 27 s |
| 1978  | Marathon de Cleveland   | 1er   | 2 h 15 min 2 s  |
| 1981  | Marathon de Los Angeles | 1er   | 2 h 13 min 14 s |